# Bergbaulehrpfad Wettelrode

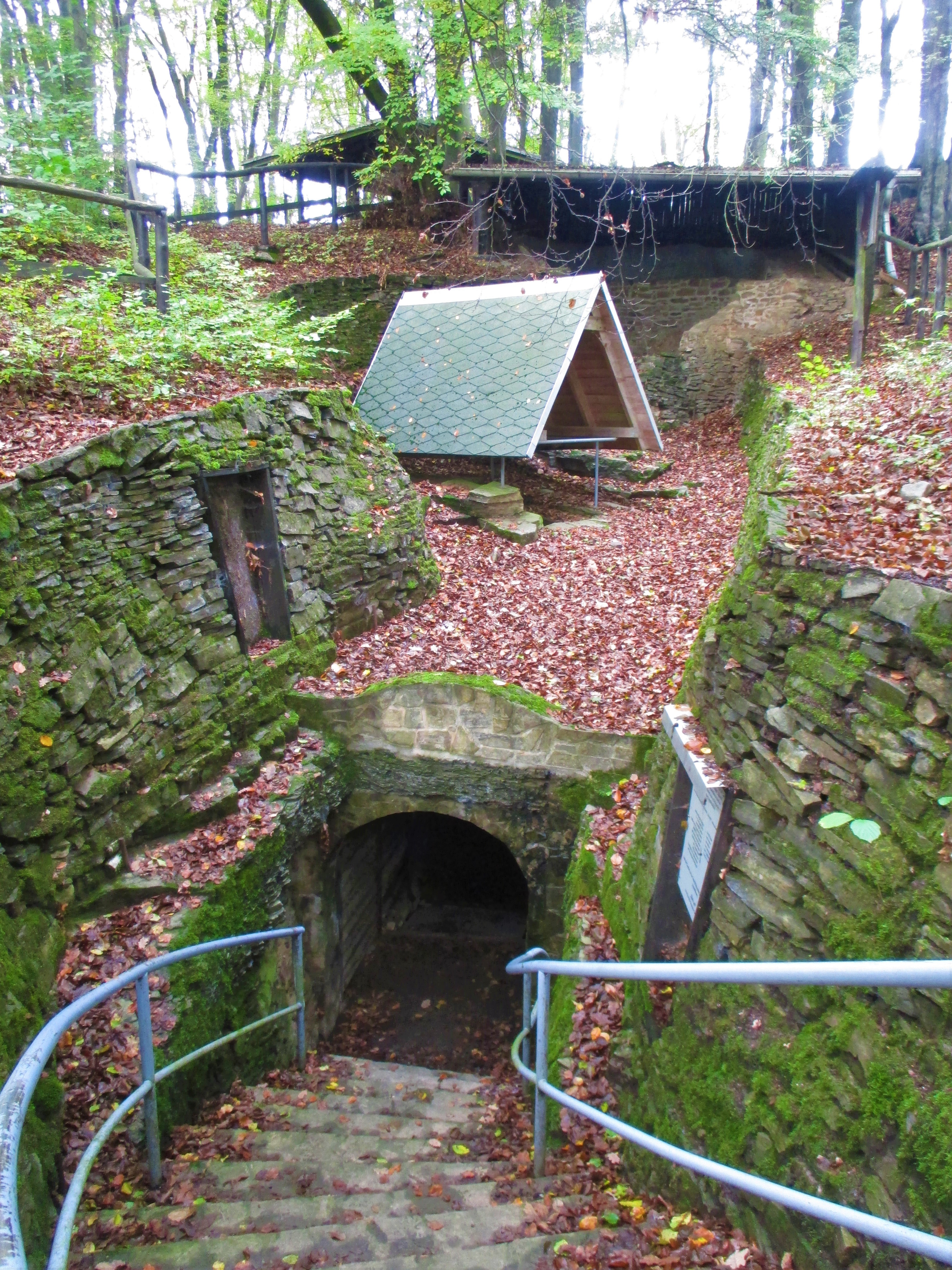
Schacht 3

Der Bergbaulehrpfad Wettelrode ist ein 1993 eröffneter Bergbaulehrpfad zum Kupferschieferbergbau im Mansfelder Land. Das Wegesymbol ist ein weißes Quadrat mit einem grünen Punkt. Teilweise verläuft der Lehrpfad parallel zum Karstwanderweg.
Der Bergbaulehrpfad beginnt und endet am Röhrigschacht; es kann aber auch an jeder anderen Station eingestiegen werden.

## Beschreibung
Der Bergbaulehrpfad besteht aus einem kleinen und einem großen Rundweg. Der kleinere Rundweg kann in 30 Minuten umwandert werden und befasst sich mit den Objekten bergmännischer Tätigkeit am Ausgehenden des Kupferschieferflözes (Altbergbau). Der große Rundweg ist 5 km lang und kann in etwa 2 Stunden durchwandert werden. Er befasst sich mit Sachzeugen des Kupferschieferbergbaus vom 14. bis zum 19. Jahrhundert.
Der tiefste Punkt liegt bei etwa 245 m ü. NHN, der höchste bei etwa 354 m NHN.
Der Lehrpfad wird vom Bergbaumuseum Röhrigschacht und dem Bergarbeiter Sangerhausen e. V. betreut.

## Stationen
- Röhrigschacht
- Blick über das Sangerhäuser Bergbaurevier
- Untertage – Situation des Altbergbaus im 14.–15. Jahrhundert / Schacht 3
- Untertage – Situation des Altbergbaus im 14.–15. Jahrhundert / Schacht 1
- Vom Tagebau zum Tiefbau
- Schürfgraben am Ausgehenden des Kupferschieferflözes
- Wetterofen / Schacht 2
- Altbergbaugebiet / Pinge
- Kunstgraben östlich des Kunststeiches
- Kunstgräben westlich des Kunststeiches
- Geologischer Aufschluss des Kupferschieferflözes
- Johannschacht

## Sonstiges
Der Bergbaulehrpfad Wettelrode ist als Stempelstelle 222 in das System der Harzer Wandernadel einbezogen (⊙).